# La Tour des Sagnes - Vallon des Terres Pleines - Orrenaye
La Tour des Sagnes - Vallon des Terres Pleines - Orrenaye este o arie protejată (sit de importanță comunitară — SCI) din Franța întinsă pe o suprafață de 5.059 ha, integral pe uscat.

## Localizare
Centrul sitului La Tour des Sagnes - Vallon des Terres Pleines - Orrenaye este situat la coordonatele 44°21′16″N 6°46′57″E / 44.35444°N 6.7825°E.

## Înființare
Situl La Tour des Sagnes - Vallon des Terres Pleines - Orrenaye a fost declarat arie specială de conservare în baza directivei 92/43 din 1992 referitoare la conservarea habitatelor naturale și a faunei și florei sălbatice pentru a proteja 1 specie de plante și 6 specii de animale.

## Biodiversitate
Situată în ecoregiunea alpină, aria protejată conține 30 de habitate naturale: Pajiști alpine și boreale, Pajiști cu Molinia pe soluri calcaroase, turboase sau argilos-nămoloase (Molinion caeruleae), Pante stâncoase silicioase cu vegetație casmofită, Păduri montane și subalpine de Pinus uncinata (* dezvoltate pe substrat gipsos sau calcaros), Formațiuni de Juniperus communis pe lande sau pajiști calcaroase, Grohotișuri medio-europene calcaroase, de la nivel colinar și montan, Formațiuni ierboase bogate în specii de Nardus, dezvoltate pe substraturi silicioase în zone montane (și în zone submontane, în Europa continentală), Mlaștini turboase de tranziție și turbării mișcătoare, Izvoare petrifiante cu formare de travertin (Cratoneurion), Grohotișuri silicioase de la nivelul montan până la nivelul zăpezii (Androsacetalia alpinae și Galeopsietalia ladani), Lespezi calcaroase, Păduri aluvionare cu Alnus glutinosa și Fraxinus excelsior (Alno-Padion, Alnion incanae, Salicion albae), Tufărișuri subarctice cu Salix spp., Liziere de ierburi înalte hidrofile de câmpie și de nivel montan până la alpin, Ape puternic oligomezotrofe cu vegetație bentonică cu Chara spp., Grohotișuri termofile și vest-mediteraneene, Râuri de munte și vegetația lor lemnoasă cu Salix elaeagnos, Lande oro-mediteraneene cu formațiuni endemice de grozamă, Pajiști carstice calcaroase sau bazofile, de Alysso-Sedion albi, Pajiști boreale și alpine pe substrat silicios, Păduri alpine de Larix decidua și/sau Pinus cembra, Pante stâncoase calcaroase cu vegetație casmofită, Grohotișuri calcaroase și de șisturi calcaroase de la nivelul montan până la nivelul alpin (Thlaspietea rotundifolii), Formațiuni pioniere alpine de Caricion bicoloris-atrofuscae, Mlaștini alcaline, Turbării active, Fânețe montane, Pajiști uscate seminaturale și facies de acoperire cu tufișuri pe substraturi calcaroase (Festuco-Brometalia) (* situri importante pentru orhidee), Pajiști alpine și subalpine calcaroase, Râuri de munte și vegetația erbacee de pe malurile acestora.
La baza desemnării sitului se află mai multe specii protejate:
- plante (1): Eryngium alpinum
- mamifere (4): liliac cârn (Barbastella barbastellus), lupul (Canis lupus), liliac cu urechi mari (Myotis bechsteinii), liliac cărămiziu (Myotis emarginatus)
- nevertebrate (2): fluturele auriu (Euphydryas aurinia), Euplagia quadripunctaria

Pe lângă speciile protejate, pe teritoriul sitului au mai fost identificate 15 specii de plante, 1 specie de păsări, 1 specie de nevertebrate.